# Mihăești, Vâlcea
Mihăești là một xã thuộc hạt Vâlcea, România. Dân số thời điểm năm 2002 là 6376 người.